# Johanne Morasse
Pour les articles homonymes, voir Morasse.
Johanne Morasse (12 mars 1957 à Duparquet - ) est une femme politique québécoise. Elle a été député péquiste de Rouyn-Noranda—Témiscamingue à l'Assemblée nationale du Québec de 2007 à 2008.

## Biographie

### Formation et carrière
Morasse a étudié la dans le domaine de la foresterie. Elle est titulaire d'un baccalauréat en sciences appliqués de l'Université Laval et d'une maîtrise à l'Université de la Colombie-Britannique (1982) de même qu'un doctorat de l'Université d'Helsinki en Finlande (1998), tous deux en foresterie.
Après avoir travaillé dans son domaine d'étude en Colombie-Britannique, elle revient au Québec pour effectuer de la recherche à l'Université Laval pendant une dizaine d'années. Elle revient dans sa région natale à la fin des années 1990. Depuis ce temps jusqu'à son arrivée en politique, elle s'implique dans de nombreux organismes de développement de la région.

### Vie politique
Elle décide en 2007 de se présenter à l'élection générale pour le compte du Parti québécois. Elle défait de justesse (par 129 voix) le député libéral sortant Daniel Bernard. Il s'agissait de la circonscription ayant eu les résultats les plus serrés lors de cette élection

Lors de la démission du chef du Parti québécois André Boisclair en 2007, elle n'avait pas hésité à appuyer la candidature de Pauline Marois. 

« C'est elle qui m'a inspiré mon saut en politique. Elle a changé positivement les conditions de vie de toutes les familles québécoises en instaurant les garderies à 5 $ »

Lors de la 38e législature, elle a été porte-parole du Parti québécois à l'Assemblée nationale en matière de ressources naturelles et de condition féminine.
Elle est défaite lors de l'élection générale québécoise de 2008 par Daniel Bernard, qu'elle avait défait en 2007. 